# Marasmiellus violaceogriseus
Marasmiellus violaceogriseus är en svampart som först beskrevs av G. Stev., och fick sitt nu gällande namn av E. Horak 1971. Marasmiellus violaceogriseus ingår i släktet Marasmiellus och familjen Marasmiaceae.   Inga underarter finns listade i Catalogue of Life.